# Mangiafagioli
Il Mangiafagioli è un dipinto di Annibale Carracci. Datato tra il 1584 e il 1585, si tratta verosimilmente del dipinto di genere più noto eseguito dal maestro bolognese. È custodito nella galleria di Palazzo Colonna a Roma.

## Storia del dipinto

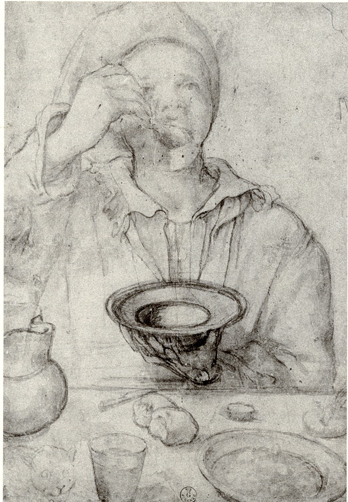
Annibale Carracci, Studio per il Mangiafagioli, 1584 circa, Firenze, Uffizi

Il primo dato certo relativo a quest'opera è del 1679 e ne attesta l'appartenenza al cardinale Lazzaro Pallavicini (o Pallavicino). Negli inventari del Pallavicini sono documentate varie altre opere di pittori bolognesi che si presume egli abbia acquistato direttamente a Bologna nel periodo in cui vi ricoprì l'incarico (tra il 1670 e 1673) di vicelegato pontificio. Ipotesi generalmente accettata, quindi, è che anche il Mangiafagioli sia stato acquistato a Bologna in quel periodo.
Dai Pallavicini il Mangiafagioli venne ceduto ai principi Colonna, nella galleria del cui palazzo romano esso tuttora si trova.
Nel corso del Novecento la paternità carraccesca del dipinto è stata messa in dubbio, dapprima attribuendo il Mangiafagioli a Pietro Paolo Bonzi (pittore minore noto anche come Gobbo dei Carracci), poi (ad opera di Roberto Longhi) facendo il nome di Bartolomeo Passarotti. Solo dopo un restauro effettuato negli anni Cinquanta la tela fu riattribuita ad Annibale da Gian Carlo Cavalli. Da quel momento l'autografia carraccesca del Mangiafagioli non è stata più contestata. 
Sia per assonanza stilistica con opere di quegli anni, sia perché si ritiene che Annibale abbia abbandonato la pittura di genere piuttosto precocemente, il Mangiafagioli è datato, dalla maggior parte degli studiosi, tra il 1584 e il 1585. 
Da ultimo, tuttavia, è stata avanzata l’ipotesi di una datazione molto più tarda, collocabile intorno al 1600 (presumendo quindi che il quadro sia stato realizzato a Roma). Ipotesi che si basa sulla notevole maturità pittorica dimostrata da Annibale nel dar vita a questo autentico capolavoro della pittura di genere.
Uno studio preliminare sul tema è conservato agli Uffizi.

## Descrizione e stile

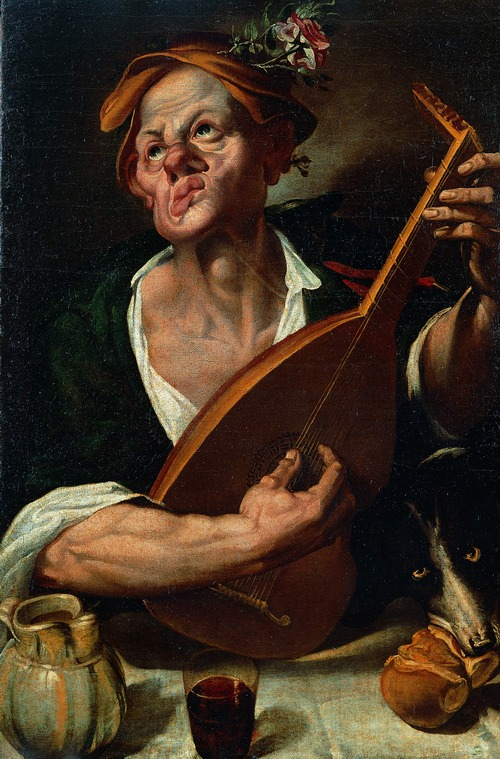
Bartolomeo Passarotti, Villano che suona il liuto, 1580 ca., collezione privata

Come in altri dipinti di tema feriale del Carracci – e segnatamente le sue macellerie – il Mangiafagioli mostra affinità stilistiche e formali con opere di altri maestri attivi nello stesso campo, discostandosene però, in modo decisivo, quanto al significato complessivo dell'opera.
Con ogni probabilità, infatti, si coglie nel Mangiafagioli l'influenza di alcuni precedenti del Passarotti, che forse fu per un breve periodo maestro di Annibale, ma che in ogni caso è tra i pittori bolognesi cui il giovane Carracci guardò con maggiore interesse.
In questo senso era già stato colto il legame tra il dipinto della Galleria Colonna ed opere del Passarotti quali la Bottega del macellaio e l’Allegra compagnia, ove parimenti i protagonisti della scena si confrontano con l'osservatore seduti dietro un banco o alla tavola di un'umile locanda.
Questa probabile ascendenza è apparsa ancora più significativa con la recente ricomparsa sul mercato antiquario di un dipinto, sino ad allora ignoto, del più anziano maestro bolognese raffigurante un Villano che suona il liuto all’osteria. 
Tra il Mangiafagioli e quest'ultimo quadro del Passarotti non solo vi è un'ovvia sovrapponibilità compositiva, ma alcuni dettagli coincidono quasi letteralmente (il piccolo orcio di vino presente su entrambe le tavole imbandite, e che compare anche nell'Allegra compagnia, sembra addirittura identico).
Anche l'esempio di Vincenzo Campi, e in particolare dei suoi Pescivendoli intenti a consumare con gusto il loro pasto è stato avvicinato al dipinto di Annibale.
Ma pur nella continuità figurativa con questi precedenti, l'innovazione introdotta da Annibale è profonda. Egli non edulcora il tema – anche il suo è un rozzo contadino che trangugia un pasto umile – ma è del tutto assente nel suo Mangiafagioli (al pari di quanto osservabile nella quasi contemporanea Grande Macelleria) ogni deformazione grottesca e triviale che invece è parossistica nei protagonisti delle scene di osteria del Passarotti e del Campi (per quest'ultimo si pensi anche ai suoi Mangiatori di ricotta), talora non priva anche di grevi allusioni sessuali e postribolari (come nell’Allegra compagnia).
Il Mangiafagioli di Annibale, invece, restituisce, quale essa appariva nella realtà, una scena di vita quotidiana. 
Marca questa differenza anche l'atteggiamento ben diverso del villano di Annibale rispetto ai protagonisti dei dipinti di Passarotti e di Campi. Questi si protendono esplicitamente e quasi sguaiatamente verso il riguardante che evidentemente vogliono impressionare e divertire.
Il Mangiafagioli di Annibale, viceversa, è chiaramente sorpreso dalla comparsa dell'osservatore, come dimostrano lo sguardo attonito e la sospensione del gesto di portarsi il cucchiaio alla bocca, che rimane spalancata mentre alcune gocce della zuppa ricadono nella scodella.
Pur con la sua forte carica realistica non è escluso che il Mangiafagioli possa avere qualche significato di rimando. In questo senso, le ipotesi più spesso suggerite identificano il contadino di Annibale con Zanni, personaggio della Commedia dell’Arte, o con Bertoldo.

## Altre immagini

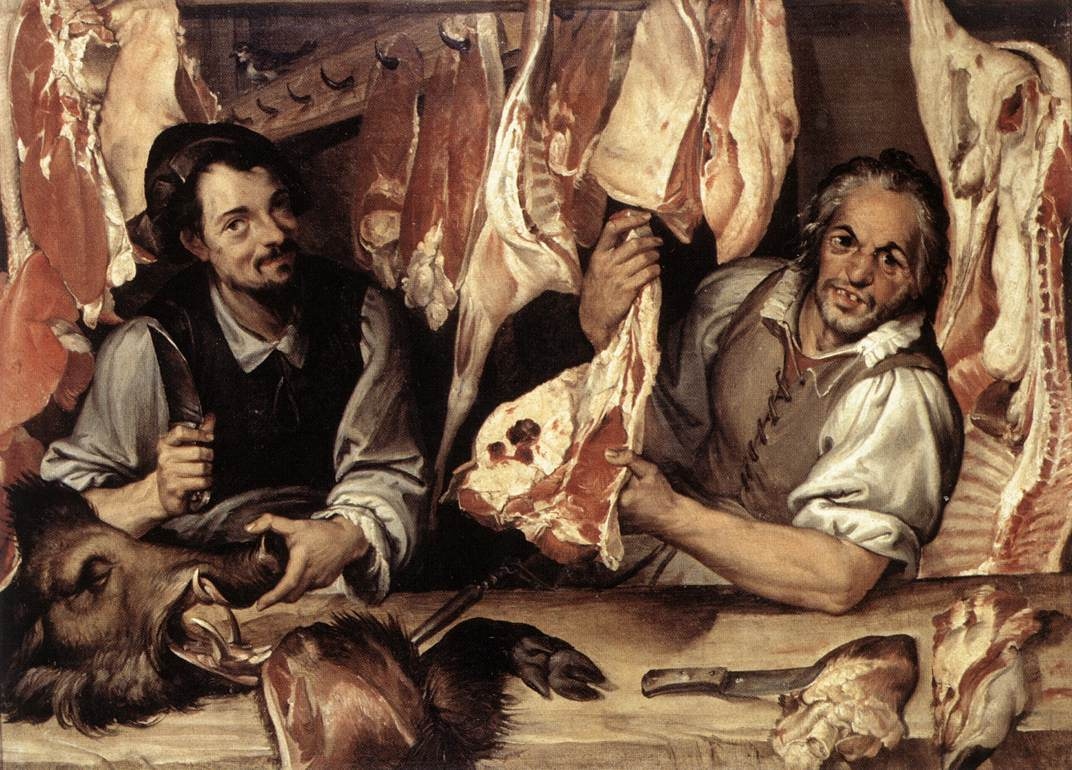
Bartolomeo Passerotti, Macelleria, nono decennio del Cinquecento, Roma, Galleria nazionale d'arte antica
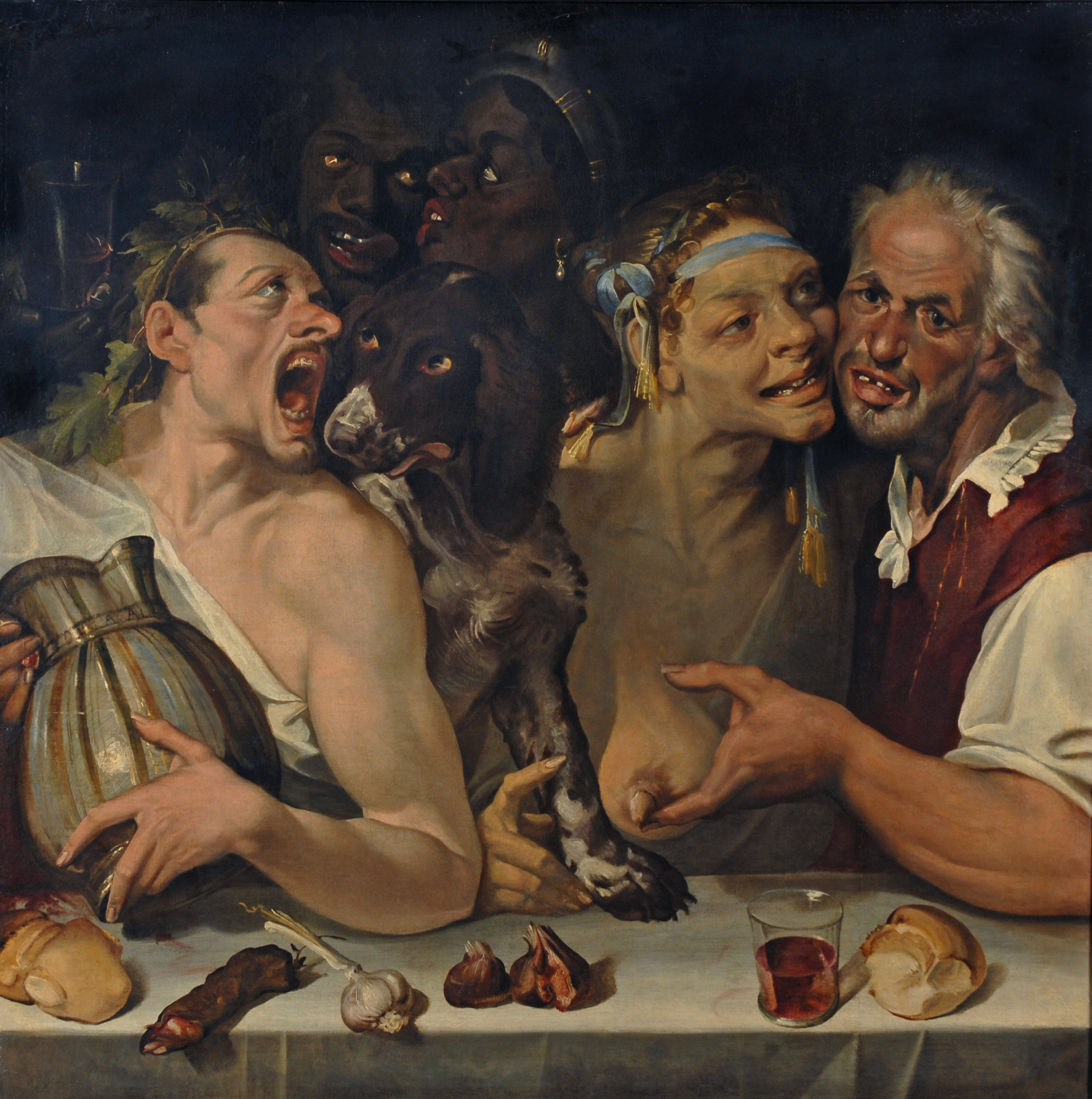
Bartolomeo Passerotti, Allegra Compagnia, nono decennio del Cinquecento, Collezione privata
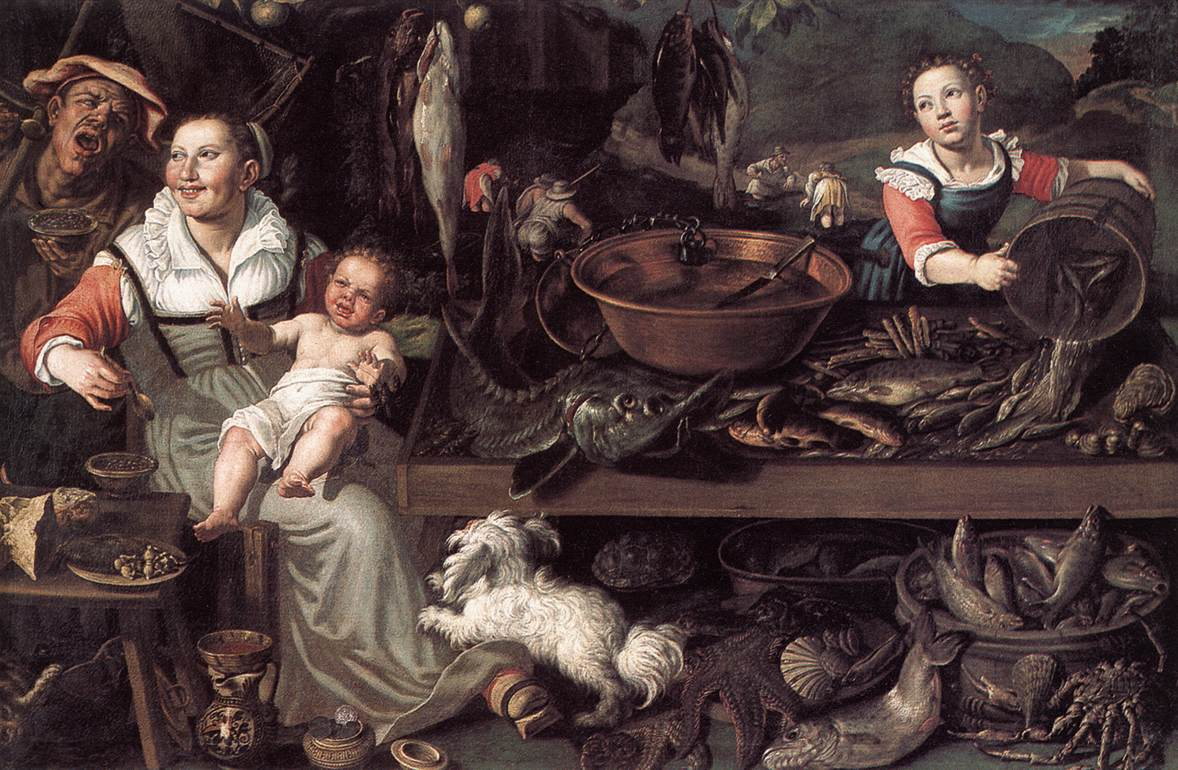
Vincenzo Campi, Pescivendoli, 1580 ca., Milano, Pinacoteca di Brera
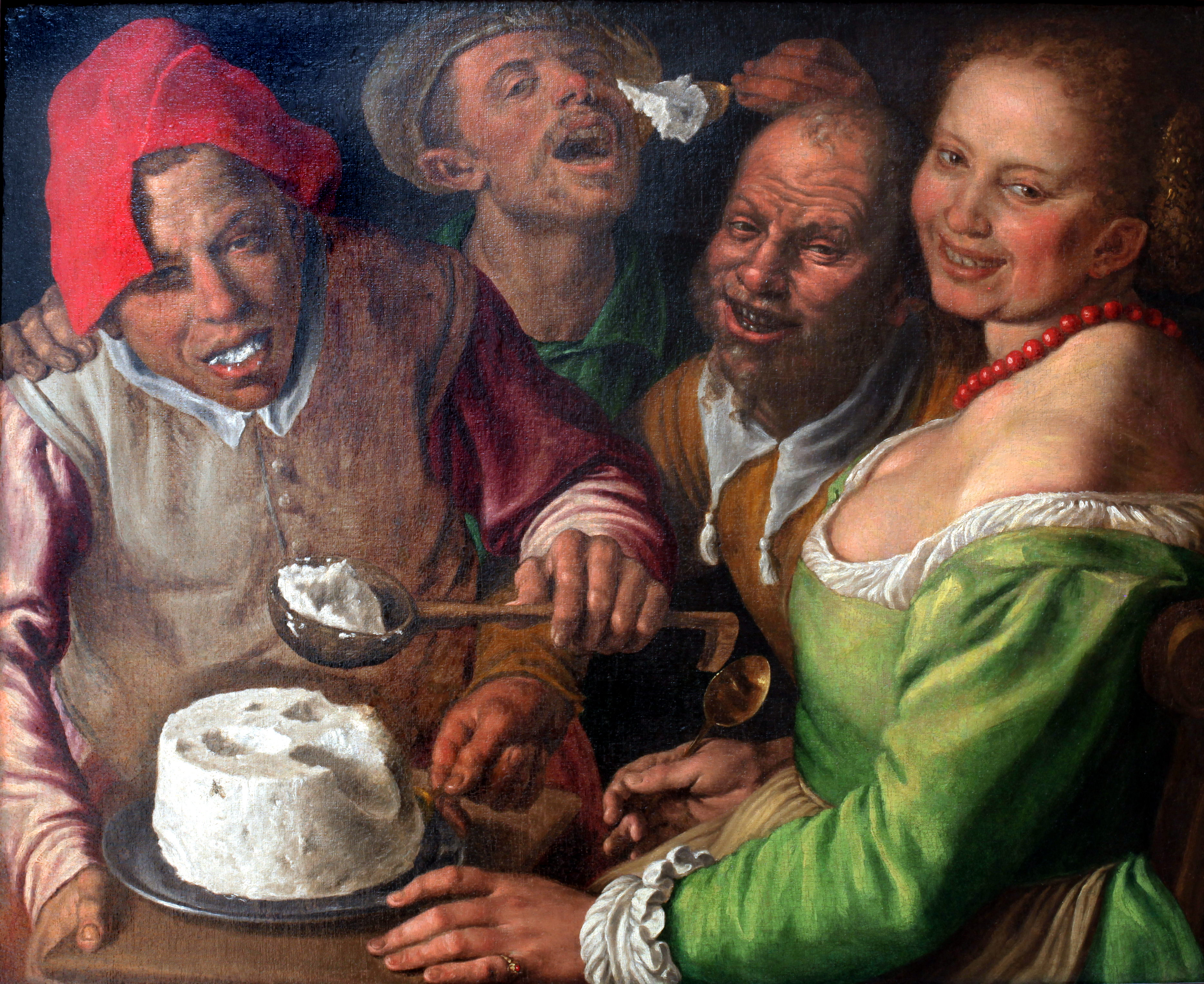
Vincenzo Campi, Mangiatori di ricotta, 1580 ca., Lione,  Musée des beaux-arts